# كليف بلانكنشيب
كليف بلانكنشيب (بالإنجليزية: Cliff Blankenship)‏ هو لاعب كرة قاعدة أمريكي، ولد في 10 أبريل 1880 في كولومبوس في الولايات المتحدة، وتوفي في 26 أبريل 1956 في أوكلاند في الولايات المتحدة.

## وصلات خارجية
- كليف بلانكنشيب على موقعبيزبول رفرنس.كوم (الدوري الرئيسي) (الإنجليزية)
- كليف بلانكنشيب على موقعبيزبول رفرنس.كوم (الدوري الثانوي) (الإنجليزية)